# Adrienne (Operette)
Adrienne ist eine Operette in drei Akten von Walter Wilhelm Goetze. Das ursprüngliche Libretto stammt von Günther Bibo und Alexander Pordes-Milo. Als Vorlage diente ihnen die Komödie Adrienne Lecouvreur von Eugène Scribe und Ernest Legouvé. Uraufführung war am 24. April 1926 in Hamburg. Oskar Felix, einer der Hauptlibrettisten des Komponisten, bearbeitete den Text zehn Jahre später für Berlin völlig neu. In dieser Fassung hat sich die Operette dann durchgesetzt.

## Orchester
Zwei Flöten, eine Oboe, zwei Klarinetten, ein Fagott, zwei Hörner, zwei Trompeten, drei Posaunen, eine Harfe, eine Celesta, Schlagwerk und Streicher.

## Handlung
Die Operette spielt in Mitau (Herzogtum Kurland) und in Dresden (Königreich Sachsen) im Jahr 1726
August der Starke verfolgt den Plan, das Herzogtum Kurland dem sächsischen Kronbesitz anzugliedern. Deshalb soll sein Sohn Moritz Kurlands verwitwete Herzogin Anna Iwanowna heiraten. Diese ist von dem Plan angetan und hat auch schon die Erlaubnis ihrer Tante, der Zarin Katharina, eingeholt. Doch während sie in Russland weilt, empfängt ihr Verlobter Moritz seine Geliebte, die Tänzerin Adrienne Lecouvreur, in seinem Schloss. Anna Iwanowna werden Moritz’ Eskapaden zugetragen. Wütend ordnet sie an, dass die Hochzeit auf unbestimmte Zeit verschoben wird.
Zwar ist es Moritz inzwischen gelungen, sich mit seiner Braut zu versöhnen, aber es dauert nicht lange, bis er sich erneut mit der französischen Tänzerin trifft. Graf Kayserling ist dies nicht unentdeckt geblieben, und er setzt Herzogin Anna davon in Kenntnis. Jetzt hat sie von Moritz genug. Sie löst die Verlobung mit ihm und will die Tänzerin verhaften lassen. Doch bevor die Häscher sie erreichen, gelingt ihr die Flucht.
König August der Starke hat zu einem Fürstenkongress in Dresden geladen. Auch Herzogin Anna von Kurland ist zugegen. Dabei erfährt der König, dass sein Plan, durch eine Heirat seines Sohnes das sächsische Einflussgebiet zu vergrößern, kläglich gescheitert ist. 
Adrienne ist gerade auf Tournee in Dresden. Wieder trifft sie mit Moritz zusammen. Obwohl sich die beiden wieder versöhnen, macht Adrienne Moritz klar, dass dies der letzte Tag war, an dem sie ein Wort mit ihm gewechselt hat.

## Musik
Der größte Hit der Operette ist das so genannte Branntweinlied der Herzogin von Kurland im ersten Akt. Es beginnt mit den Worten Meine Tante wohnt im russischen Reich, und auf jede Strophe folgt der Refrain Es schmeckt der Branntwein in jedem Land fein. Hinter diesem Lied treten die anderen musikalischen Nummern etwas zurück.